# Malta, Ohio
Malta là một làng thuộc quận Morgan, tiểu bang Ohio, Hoa Kỳ. Năm 2010, dân số của làng này là 671 người.

## Dân số
- Dân số năm 2000: 696 người.
- Dân số năm 2010: 671 người.